# هانس يان
هانس يان هو سياسي ألماني، ولد في 29 أغسطس 1885 في هارتا في ألمانيا، وتوفي في 10 يوليو 1960 في فرانكفورت في ألمانيا. نشط حزبياً في الحزب الديمقراطي الاجتماعي الألماني. وقد انتخب عضو في البوندستاغ الألماني خلال فترته النيابية ‏ (7 سبتمبر 1949 – 7 سبتمبر 1953).

## وصلات خارجية
- هانس جان على موقع مونزينجر (الألمانية)